# Grimma
Grimma è una città di 28 205 abitanti del libero stato della Sassonia, Germania, nel circondario di Lipsia. È attraversata dal fiume Mulde.
Grimma si fregia del titolo di "Grande città circondariale" (Große Kreisstadt).

## Geografia antropica
Il territorio della città di Grimma comprende le seguenti municipalità (Ortschaft):
- Beiersdorf
- Döben (comprende le frazioni di Döben, Dorna, Grechwitz e Neunitz)
- Höfgen (comprende le frazioni di Höfgen, Kaditzsch, Naundorf e Schkortitz)
- Großbardau (comprende le frazioni di Bernbruch, Großbardau, Kleinbardau e Waldbardau)
- Nerchau (comprende le frazioni di Bahren, Cannewitz, Deditz, Denkwitz, Fremdiswalde, Gaudichsroda, Golzern, Gornewitz, Grottewitz, Löbschütz, Nerchau, Schmorditz, Serka, Thümmlitz e Würschwitz)
- Großbothen (comprende le frazioni di Großbothen, Kleinbothen e Schaddel)
- Kössern (comprende le frazioni di Förstgen e Kössern)
- Böhlen (comprende le frazioni di Böhlen e Seidewitz)
- Dürrweitzschen (comprende le frazioni di Dürrweitzschen, Motterwitz e Muschau)
- Leipnitz (comprende le frazioni di Frauendorf, Keiselwitz, Kuckeland, Leipnitz, Papsdorf e Zeunitz)
- Ragewitz (comprende le frazioni di Bröhsen, Haubitz, Pöhsig, Ragewitz e Zaschwitz)
- Zschoppach (comprende le frazioni di Draschwitz, Nauberg, Ostrau, Poischwitz e Zschoppach)
- Mutzschen (comprende le frazioni di Gastewitz, Göttwitz, Jeesewitz, Köllmichen, Mutzschen, Orösitz, Roda, Wagelwitz e Wetteritz)

Ogni municipalità è amministrata da un "consiglio locale" (Ortschaftsrat) e da un "sindaco locale" (Ortsvorsteher).